# الإدارة الوطنية للإذاعة والتلفزيون (الصين)
الإدارة الوطنية للإذاعة والتلفزيون وسابقًا إدارة الدولة للإذاعة والسينما والتلفزيون في الفترة من عام 1998 إلى عام 2013 وإدارة الدولة للصحافة والنشر والإذاعة والسينما والتلفزيون من عام 2013 إلى عام 2018. هي وكالة تنفيذية على مستوى الوزارة تخضع مباشرة لـ الحكومة الشعبية المركزية لجمهورية الصين الشعبية. وتتمثل مهمتها الرئيسية في الإدارة والإشراف على الشركات المملوكة للدولة العاملة في صناعات التلفزيون والراديو.
وهي تسيطر بشكل مباشر على الشركات المملوكة للدولة على المستوى الوطني مثل تلفزيون الصين المركزي، وراديو الصين الوطني، وراديو الصين الدولي، فضلاً عن استوديوهات السينما والتلفزيون الأخرى وغيرها من المنظمات غير التجارية.